# Morel (prénom)
Pour les articles homonymes, voir Morel.
Cette page présente le prénom Morel ainsi que ses variantes.
Morel est un prénom français. 

## Étymologie
Morel est probablement un ancien nom de baptême (Maurellus, Morellus), diminutif de Maur.

## Personnalités portant ce prénom
- Morel Rodríguez Ávila (es) (1940-), un homme politique vénézuélien ;
- Stanley Morel Cosgrove (1911-2002), peintre québécois.

### Crédits
- Cet article est partiellement ou en totalité issu de l'article intitulé « Morel » (voir la liste des auteurs).